# Orlando Espinosa
Manuel Orlando Espinosa Medina (Independencia, República Dominicana, 17 de julio de 1951) es un educador, abogado y político dominicano. Fue miembro del Comité Central del Partido de la Liberación Dominicana hasta su renuncia en octubre del 2019. Fue Diputado al Congreso Nacional por la provincia de San Cristóbal, municipio Yaguate para los períodos 2010-2016 y 2016-2020.
Orlando ha sido procurador fiscal del Distrito Judicial de San Cristóbal, subdirector técnico de Aduanas, director del Departamento Legal de Autoridad Portuaria Dominicana, director del Departamento Legal de la Lotería Nacional y gobernador civil de la provincia San Cristóbal.
El 20 de octubre del 2019 Orlando Espinosa puso fin a su militancia dentro del Partido de la liberación Dominicana (PLD) y pasó al partido Fuerza del Pueblo, organización política recién creada y fundada por Leonel Fernández.

## Origen
Orlando nació en la provincia independencia el 17 de julio de 1951. Es hijo de la señora Elupina Medina y Medina y el señor Arcángel Espinosa Bello. 
Cuando apenas tenía 4 años de edad su familia emigró al municipio de Yaguate, provincia San Cristóbal. Orlando es perteneciente de una familia de nueve hermano.

## Formación académica
Se graduó de Doctor en Derecho, luego realizó una Maestría en Derecho Penal, un posgrado en Derecho Laboral, especialidad que ejerció por más de veinte años, realizó una licenciatura en Educación mención Física y Matemáticas con Maestría en Educación Superior. Ha impartido docencia en varias Universidades de la República Dominicana. En estos momentos es profesor de Derecho Civil, Derecho Inmobiliario y Derecho Laboral en la Universidad de la tercera edad.
Tiene una dilatada hoja de servicios Públicos enmarcados en la honestidad y la total dedicación. Fue procurador fiscal del Distrito Judicial de San Cristóbal, subdirector técnico de Aduanas, director del Departamento Legal de Autoridad Portuaria Dominicana, director del Departamento Legal de la Lotería Nacional, gobernador civil de la provincia San Cristóbal, habiendo establecido el récord de ser el Gobernador que más tiempo ha permanecido en esa función en la historia de esa provincia. 
Fue la chispa fundadora del Liceo José Joaquín Pérez del Municipio de Haina, sector Piedra Blanca.
Está casado con la Lic. Maritza Abreu, funcionaria del Banco Banreservas de la República Dominicana, de cuyo matrimonio han nacido dos hijas: Daniela y Nicole Espinosa Abreu.
En la actualidad está ejerciendo la función de Diputado por la circunscripción N.º 2 de la provincia de San Cristóbal e integra las Comisiones de Educación Superior, Interior y Policía, Contratos, e invitado permanente de la Comisión de Hacienda.
En el plano político fue fundador del Partido de la Liberación Dominicana, pasando por todos los estamentos, círculo de estudios, Secretario General de Comité de Base, Miembro de Dirección Municipal, Activista Nacional y Miembro del Comité Central.
Tras la renuncia de Leonel Fernández a la presidencia del PLD y militancia en la organización política, Orlando Espinosa corrió el mismo camino, renunciando el 22 de octubre a dicho partido.

## Vida política
En 2009 Orlando Espinosa presentó sus aspiraciones al inscribirse en la búsqueda de por la candidatura senatorial por la Provincia de San Cristóbal a través del Partido de la Liberación Dominicana. En ese entonces también se inscribió Tommy Galán y dos personas más. Orlando declinó sus aspiraciones a la senaduría y presentó su  interés en buscar la candidatura a Diputado por la ciscuscripción 2 de la provincia, resultando ganador en los comicios de mayo del 2010 para el período 2010-2016.
En 2015, tras un acuerdo llevado a cabo entre Leonel Fernández y Danilo Medina que viabilizó la reelección presidencial de este último, se estableció un pacto de reelección por reelección que permitió que los actuales senadores y diputados del Partido de la Liberación Dominicana sean candidatos para el período 2016-2020 sin pasar por una competición interna.
Espinosa ganó la candidatura y fue reeleccto para el período 2016-2020. En junio de 2019 presentó sus aspiraciones a Senador por la provincia de San Cristóbal, pero no obtuvo la candidatura tras ser vencido por Tommy Galán. El 20 de octubre de 2019 presentó de manera formal e irrevocable, su renuncia al Partido de la Liberación Dominicana y pasó a ser militante de la organización recíen creada por Leonel Fernández, La Fuerza del Pueblo.
En abril de 2023 Orlando Espinosa presentó sus aspiraciones como Senador al Congreso Nacional por la Fuerza del Pueblo a las elecciones congresuales de mayo de 2024. Inicialmente fue declarado ganador, pero su competidor Elvis Rosario impugnó los resultados ante la comisión electoral de la organización política.
En octubre de 2023, el partido anunció la realización de una nueva encuesta en la provincia de San Cristóbal. En la que se declaró ganador a Elvis Rosario.
- Orlando Espinosa en la Cámara de Diputado
- «La Cámara de Diputados aprueba crear dos distritos municipales en San Cristóbal». www.diariolibre.com.
- Legisladores de la Cámara de Diputados
- «CAMARA DE DIPUTADOS». Archivado desde el original el 4 de marzo de 2016. Consultado el 29 de abril de 2015.
- Cámara de Diputados de la República Dominicana
- Miembros del Comité Central del Partido de la Liberación Dominicana
- Gobernador Orlando Espinosa

- Datos: Q19839257